# 蒙哥马利县 (亚拉巴马州)
蒙哥马利县（英語：Montgomery County）是位于美国亚拉巴马州中部的一个郡，县治蒙哥马利。它是以一名在1812年战争中阵亡的美国军官的名字命名的。它的县治的名称则来自于理查德·蒙哥马利，一名在美国独立战争中于1775年试图占领魁北克市的战役中阵亡的美国将军。根据美国人口普查局2000年统计，共有人口223,510人。其中白人占48.85%、非裔美国人占48.58%。

## 历史
蒙哥马利县是于1816年12月6日设立的。

## 地理
根据美国人口调查局的数据蒙哥马利县总面积2071平方公里，其中2045平方公里为陆地面积，26平方公里为水域面积（占总面积的1.25%）。

### 重要公路
- 65號州際公路
- 85號州際公路
- 美國國道31
- 美國國道80
- 美國國道82
- 美國國道231
- 美國國道331
- 亚拉巴马州道94
- 亚拉巴马州道110
- 亚拉巴马州道152
- 亚拉巴马州道271

### 邻近县
- 埃尔莫尔县（北）
- 梅肯县（东北）
- 布洛克县（东）
- 派克县（东南）
- 克伦肖县（西南）
- 朗兹县（西）
- 奥陶加县（西北）

## 人口
根据2000年的人口普查蒙哥马利县内有223,510名居民，分86,068个户、56,804个家庭。其人口密度为每平方公里109人。其中48.85%为白人、48.58%为非裔美国人、0.25%为美洲土著人、0.99%为亚裔美国人、0.03%为太平洋岛屿土著人、0.35%为其它人中、0.94%为混血儿。西班牙裔或其它拉丁美洲裔的人占1.19%。
从2005年开始蒙哥马利县内非裔美国人占多数，占52.5%，其原因不在于出生或者死亡，而在于人口迁徙。从2000年至2006年县内的人口总数仅增长了61人。非西班牙裔白人目前占44.0%，西班牙裔白人占1.4%，亚裔美国人的比例提高到1.2%，美洲土著人为0.2%，混血儿为0.9%
县内的86,068个户中有32.2%有18岁以下的未成年人、43.8%是结婚夫妇、18.6%是带孩子的单身妇女、34.0%不是家庭、29.5%是单身汉、9.4%有65岁以上的老年人。平均每户有2.46人，每个家庭有3.06人。
县内的人口结构为25.8%在18岁以下、11.7%在18至24岁之间、29.8%在25至44岁之间、20.9%在45至64岁之间、11.8%在65岁以上。平均年龄为34岁。女子对男子的性别比为100：90.8，18岁以上的成年人的性别比为100：86.7。
县内每户的平均年收入为35,962美元、家庭的平均年收入为44,669美元。男子的平均年收入为32,018美元、女子的平均年收入为24,921美元。人均年收入为19,358美元。13.5%的家庭和17.3%的居民生活在贫困线以下，其中包括25.1%的未成年人和13.7%的老年人。